# Pinus pinceana
Pinus pinceana — вид роду сосна родини соснових.

## Середовище проживання
Росте в кількох північних і східних штатах Мексики. Цей вид зустрічається в посушливих районах на висоті від 1100 м над рівнем моря (Нуево-Леон) до 2300 метрів над рівнем моря. Дощі між 350 і 600 мм на рік з більшою кількістю опадів у південній частині ареалу.

## Опис
Це вічнозелене, 6–10, рідко до 12 метрів у висоту дерево або чагарник. Стовбур досягає діаметра на висоті грудей 20–30 сантиметрів. Він короткий, часто розгалужений вже над самою землею, покручений. Кора коричнево-сіра. Хвоя сіро-зелена, пряма, жорстка, в пучках по три, від 5 до 12, іноді 14 сантиметрів у довжину. Пилкові шишки від червонуватого до жовтуватого кольору, довгасто-яйцеподібні і від 8 до 10 мм у довжину з діаметром 4–5 мм. Насіннєві шишки яскраво-оранжеві, довжиною від 5 до 10 сантиметрів і діаметр відкритих шишок від 3,5 до 6, рідко 7 сантиметрів. Насіння помаранчеве, яйцеподібне, довжиною 11–14 мм і 7–8 мм завширшки. Насіннєві крила рудиментарні.

## Використання
Вид не використовується в комерційних цілях. Насіння їстівні, але дерева рідкісні й у важкодоступних місцях.

## Загрози та охорона
Серйозних загроз нема. За оцінками, менше 8% від загальної чисельності населення зростає в охоронних територіях.